# Regelarbeitsvermögen
Das Regelarbeitsvermögen (kurz: RAV) wird in der Energieversorgung als Maß für die Stromerzeugung verwendet. Es gibt an, wie viel elektrische Energie in einem bestimmten Zeitraum (meist einem Jahr) von einem Kraftwerk geliefert werden kann. Sie stellt damit eine mittlere Leistungsgröße dar, die im gewählten Zeitraum erbracht wurde bzw. für diesen prognostiziert wird. Sie wird meist in den gleichwertigen Einheiten GWh pro Jahr (Millionen kWh pro Jahr) angegeben.
Diese Größe bildet zusammen mit der Nennleistung oder der Engpassleistung die charakteristischen Eigenschaften eines Kraftwerkes.
Die Verfügbarkeit von Energieträgern wie Wasserkraft und Windenergie unterliegt jährlichen Schwankungen. Die Stromproduktion folgt diesen Schwankungen. Um diese auszugleichen, wird das Regelarbeitsvermögen berechnet. Dies stellt den realistischen, durchschnittlichen Ertrag dar und ist der Mittelwert der Jahresproduktionen einer zusammenhängenden Reihe möglichst vieler, mindestens dreier, Jahre. 
Um schon bei der Planung eines Kraftwerkes Aussagen über dessen Wirtschaftlichkeit treffen zu können, wird in dieser Phase das Regelarbeitsvermögen aus dem durchschnittlichen Wasserdurchfluss bzw. der durchschnittlichen Windgeschwindigkeit prognostiziert.